# Пілот, який керує літаком
Пілот, який керує літаком (Pilot Flying, PF) — один із пілотів у складі екіпажу з двох осіб, який несе пряму відповідальність за керування літаком протягом цього польоту або будь-якого етапу польоту (наприклад, заходу на посадку).
Рішення про те, хто буде пілотом, який керує літаком, у цьому польоті або на цьому етапі польоту ухвалює командир екіпажу.
Другий член екіпажу при цьому виконуватиме обов'язки «пілота що моніторить» (Pilot Monitoring, PM). Це також може називатися «пілот, який не керує літаком» (Pilot Not Flying, PNF).
У цій ролі він моніторить дії пілота, що керує літаком, і виконує функції, що забезпечують політ, як-от керування шасі, злітно-посадковою механізацією, системами літака, веде радіозв'язок і виконує чеклісти.
Одна з найважливіших функцій пілота, що моніторить — це перехресна перевірка дій пілота що керує літаком. Саме ця роль визначає основну причину, чому призначають екіпаж із двох осіб замість однієї.
Приладове обладнання літака і пульти управління системами діляться на дві зони:
- зона відповідальності пілота, який керує літаком (PF);
- зона відповідальності пілота, який моніторить (PM).

У процесі руління аеродромом зони відповідальності визначаються роллю пілота в екіпажі (командир або другий пілот), і всі маніпуляції з системами літака виконує другий пілот. Але з початком розбігу літака для зльоту, зони відповідальності перерозподіляються залежно від того, хто наразі керує літаком.
Пілот, який керує літаком, відповідає за:
- витримування заданої траєкторії польоту і контроль за швидкістю;
- зміну конфігурації літака;

- навігацію (контроль місця розташування літака відповідно до плану польоту і команд служби управління повітряним рухом).

Пілот, який не керує літаком, відповідає за:
- читання і виконання карт контрольної перевірки (чеклист);
- комунікацію зі службою управління повітряним рухом;
- виконання завдань, поставлених пілотом, який керує літаком;
- моніторинг дій пілота, який керує літаком;
- управління важелями зупинки двигунів і ввімкнення пожежної системи (за узгодженням із пілотом, який керує літаком).[1]

Зазвичай пілоти поперемінно виконують функції пілота, який керує літаком, від польоту до польоту.
Незалежно від своєї ролі в конкретному польоті командир екіпажу завжди несе повну відповідальність за дотримання безпеки польотів.
Якщо другий пілот не забезпечує якісного виконання обов'язків PF, командир екіпажу в будь-який момент може взяти керування літаком на себе, чітко вимовивши фразу: «I have control» (Я взяв управління). З цього моменту другий пілот повинен почати виконання обов'язків PM.
Аналогічно, другий пілот може і повинен забрати керування у командира і взяти на себе функції PF, якщо:
- під час розбігу на зльоті командир не відповідає на повідомлення «80 knots» і виникли сумніви в його (її) стані;
- під час заходу на посадку за приладами, якщо командир не видав свого рішення про продовження посадки або відхід на друге коло при перетині висоти встановленого мінімуму для заходу на посадку. У цьому разі другий пілот повинен розпочати процедуру виходу на друге коло;
- дії командира створюють реальну загрозу для літака та пасажирів[3].

Було проведено дослідження, як роль, яку виконує пілот у польоті (активне управління або моніторинг), впливають на ухвалення рішення в складній для аналізу ситуації.
Існує гіпотеза, що пілот, який активно керує літаком, має менше вільних розумових ресурсів для аналізу складної інформації, ніж пілот, який моніторить дії пілота, що керує. Однак проведений аналіз поведінки великої кількості пілотів однієї авіакомпанії показав, що пілот, який активно керує літаком, раніше ухвалював рішення, ніж пілот, який моніторить.